# Африканська ліберальна мережа
Африканська ліберальна мережа — це організація, що складається з 47 політичних партій із 29 країн Африки. Вона є асоційованою організацією ліберального інтернаціоналу, політичної сім'ї, до якої належать ліберально-демократичні партії. АЛМ служить для просування ліберальних цілей та принципів на всьому континенті.
Партії, що входять до АЛМ, дотримуються політики, яка свідчить, що вони існують для забезпечення свободи та гідності всіх людей через встановлення політичних та громадянських прав, забезпечення основних свобод, верховенства закону, демократичного уряду, заснованого на вільних та чесних виборах з мирним переходом, забезпечення релігійних, гендерних прав та прав меншин, боротьби з корупцією та створення вільної ринкової економіки

## Розвиток
Мережа розвинулася з Організації африканських ліберальних партій, що існувала спочатку, і була створена під час першої зустрічі партій в Момбасі, Кенія, в липні 2001 року. Офіційно вона була відкрита на наступній зустрічі в Йоганнесбурзі, Південна Африка, у червні 2003 року. На цій зустрічі було прийнято Йоганнесбурзьку декларацію, яка зобов'язує партії дотримуватися основних ліберально-демократичних принципів. В даний час мережа управляється зі штаб-квартири Демократичного альянсу в Кейптауні, ПАР. Вестмінстерський фонд за демократію надає основну підтримку АЛМ, і з її створення вона підтримує взаємовигідні відносини з іншими партнерами. Для забезпечення стійкості АЛМ прагне урізноманітнити та розширити свою базу підтримки та партнерства, включивши до неї інші організації.

## Учасники
- Ботсвана
- Буркіна-Фасо
- Бурунді
- Коморські Острови
- Демократична Республіка Конго
- Республіка Конго
- Ефіопія
- Гана
- Гвінея
- Кот-д'Івуар
- Кенія
- Мадагаскар
- Малаві
- Малі
- Мавританія
- Марокко
- Нігер
- Сенегал
- Сейшели
- Сьєра-Леоне
- Сомалі
- ПАР
- Південний Судан
- Судан
- Есватіні
- Танзанія
- Того
- Замбія